# Hormizd de Perse
Pour les articles homonymes, voir Hormizd.
Hormizd ou Hormozd ou  Hormizd Ier Kushanshah (mort après 284) est un prince sassanide de Perse de la fin du IIIe siècle de notre ère.

## Origine
Hormozd ou Hormizd est le second fils ou le neveu de Vahram Ier, roi des rois sassanide de Perse.

## Usurpation
On ne sait que très peu de choses sur Hormozd jusqu'en 276. Il semble qu'il soit l'Ormizd qui s'intitule « grand roi des Kushâna » vers 252. En 276, Vahram Ier disparaît et son fils Vahram II, frère aîné ou cousin d'Hormozd, lui succède, ce qui attise les ambitions de ce dernier.
Hormizd Ier Kushanshah se révolte et tente de se créer un royaume indépendant dans l'est avec l'aide des Sakas et des Geles. Il bénéficie de l'appui de Vasudeva II, roi des Kouchans et des Alains du nord du Caucase. Peu après, en 283, les Romains profitent de cette guerre civile pour envahir la Mésopotamie. L'empereur Carus s'empare de Ctésiphon, mais meurt peu après. Hormozd disparaît lui aussi peu après de manière inexpliquée.